# El castillo de las mentes prodigiosas
El castillo de las mentes prodigiosas (Il castello delle menti più grandi) era un reality show spagnolo, trasmesso nel 2004 da Antena 3 TV.
I partecipanti dovevano vivere in un castello e superare varie prove.

## Concorrenti
| Partecipante                       | Anno di nascita | Nazionalità                    | Professione          | Piazzamento         |
| ---------------------------------- | --------------- | ------------------------------ | -------------------- | ------------------- |
| Jorge Astyaro                      | 1975            | Città del Messico, Messico     | Mentalista           | Vincitore (45%)     |
| Lola Montero                       | 1945            | Siviglia, Spagna               | Indovina             | 2ª Finalista (22%)  |
| Santi Molezún                      | 1970            | Santiago de Compostela, Spagna | Druido               | 3º Finalista (20%)  |
| Leevon Kennedy                     | ...             | Buenos Aires, Argentina        | Veggente             | 4ª Finalista (13%)  |
| Miguelina Noboa Cadet              | 1967            | Repubblica Dominicana          | Santona              | 7ª Eliminata (8,6%) |
| Divino Otelma                      | 1949            | Genova, Italia                 | Occultista           | 6º Eliminato (3,9%) |
| Paco Porras                        | 1955            | Madrid, Spagna                 | Chiaroveggente       | 5º Eliminato (3,5%) |
| Josefina Valero                    | 1952            | Marbella, Spagna               | Lettrice di tarocchi | 4ª Eliminata (2,5%) |
| Manuel Guerrero (Profesor Mercury) | ...             | Olite, Spagna                  | Professore           | 3* Eliminato (40%)  |
| Conte Luconi                       | 1959            | Italia                         | Mago                 | Abbandono           |
| Khofranhk                          | ...             | Londra, Regno Unito            | Telepata             | 2º Eliminato (43%)  |
| Marisa Sevillano                   | ...             | Spagna                         | Chiaroveggente       | 1ª Eliminata (24%)  |

### Tabella settimanale riassuntiva
|               | #1       | #2        | #3        | Semifinale | Semifinale | Finale    |  |  |
| Astyaro       | Nominato | Salvato   | Salvato   | Nominato   | Finalista  | Vincitore |  |  |
| Lola          | Salvata  | Salvata   | Salvata   | Nominata   | Finalista  | Seconda   |  |  |
| Santi         | Salvato  | Salvato   | Nominato  | Nominato   | Finalista  | Terzo     |  |  |
| Leevon        | Salvata  | Salvata   | Salvata   | Nominata   | Finalista  | Quarto    |  |  |
| Miguelina     | Salvata  | Salvata   | Nominata  | Nominata   | Eliminata  |           |  |  |
| Divino Otelma | Salvato  | Salvato   | Salvato   | Nominato   | Eliminato  |           |  |  |
| Paco          | Salvato  | Salvato   | Salvato   | Nominato   | Eliminato  |           |  |  |
| Josefina      | Salvata  | Abbandona | Salvata   | Nominata   | Eliminata  |           |  |  |
| Mercury       | Nominato | Nominato  | Nominato  | Eliminato  |            |           |  |  |
| Conte Luconi  | Salvato  | Nominato  | Abbandona |            |            |           |  |  |
| Khofranhk     |          | Nominato  | Eliminato |            |            |           |  |  |
| Marisa        | Nominata | Eliminata |           |            |            |           |  |  |